# トミスラヴ・イヴコヴィッチ
トミスラヴ・イヴコヴィッチ（クロアチア語: Tomislav Ivković、1960年8月11日 - ）は、ユーゴスラビア出身の元同国代表サッカー選手、サッカー指導者。現役時代は上背と長い手足を生かし、ハイボールに強いゴールキーパーとして活躍。1980年代後半からユーゴスラビア代表の正ゴールキーパーを務め、連邦崩壊後はポルトガルリーグのクラブを渡り歩いた。

## 経歴

### クラブ
イヴコヴィッチは1978年にディナモ・ザグレブでプロとしてのキャリアをスタートさせた。1982年にミロスラヴ・ブラジェヴィッチ監督と衝突してディナモを退団。半年ほどディナモ・ヴィンコヴツィに籍を置いた後、1983年にレッドスター・ベオグラードへ入団した。
1985年オーストリアのFCチロル・インスブルックへ移籍。1988年に退団した後、ヴィーナーSC、KRCヘンクを経て、1989年にポルトガルのスポルティングCPへ移籍した。移籍初年度のUEFAカップ・SSCナポリ戦では、当時ナポリに所属していたディエゴ・マラドーナに対し「PKが決まったら100ドルやる、止めたら100ドルよこせ」と話しかけ、動揺したマラドーナはPKを外したというエピソードが残っている。
スポルティングで4シーズン過ごした後、GDエストリル・プライア、ヴィトーリアFC、CFベレネンセス、UDサラマンカ、CFエストレラ・アマドーラと渡り歩き、1998年に38歳で引退した。

### 代表
1983年から1991年までユーゴスラビア代表として38キャップを記録している。1984年の欧州選手権ではゾラン・シモヴィッチの控えとしてメンバー入りし、同年のロサンゼルスオリンピックで銅メダルを獲得したチームにも名を連ねた。オリンピックでは良績を挙げたが、欧州選手権では唯一出場したデンマーク代表戦にて5失点を喫し、チームも1勝もあげることなくグループリーグで敗退している。
1990年のワールドカップでは全5試合にフル出場。PK戦までもつれた準々決勝のアルゼンチン代表戦では再びマラドーナのPKを止めるなど活躍を見せたが、チームは3本のPKを外して敗れた。
連邦崩壊後はクロアチア国籍を選択したが、ディナモで衝突した過去があるブラジェヴィッチが代表監督に就任したため、クロアチア代表のユニフォームを着ることはなかった。

### 引退後
2004年から2006年まで自身も尊敬するズラトコ・クラニチャールのもとで、クロアチア代表のゴールキーパーコーチを務めた。2007年からはクラニチャールとともにアラブ首長国連邦へ渡り、アル・シャバーブのコーチに就任。2009年にはイランのピルズィ・テヘランでアシスタントコーチを務めた。
2010年4月からクロアチアのNKメジムリェにて初の監督業に挑むが、成績不振により短期間で解任され、クラブも2部リーグへ降格した。